# Johann George Friedrich von Leckow
Johann George Friedrich von Leckow, auch von Lekow, (* 22. November 1746 in Lekow; † 7. März 1823 in Lekow) war ein preußischer Landrat. Er stand von 1779 bis 1808 dem Kreis Schivelbein in der Neumark vor.
Er stammte aus der adligen Familie von Leckow. Sein Vater Christian Reinhard von Leckow (1705–1777) war Erbherr auf Lekow, Kunow und Teschenbusch. Seine Mutter Charlotte war eine geborene Rieter. Sein Onkel Joachim Friedrich von Leckow (1703–1774) stieg in der preußischen Armee bis zum Generalmajor auf. 
Er besuchte von 1763 bis 1766 die Stettiner Ratsschule, dann bis 1768 das Stettiner Akademische Gymnasium. Anschließend studierte er bis 1770 an der Universität Halle. 
Er trat in den preußischen Staatsdienst ein, wo er ab 1771 als Referendar an der Kurmärkischen Kriegs- und Domänenkammer tätig war. 1775 bestand er das große Examen, blieb aber weiterhin Referendar. 
Er wurde nach dem Tod des Landrates George Heinrich von Blanckenburg im Jahre 1779 zum neuen Landrat des Kreises Schivelbein gewählt; der Kreis Schivelbein gehörte damals zur Neumark. Das Amt übte er bis 1808 aus. Sein Nachfolger wurde Ludwig von Briesen. 
Er war in erster Ehe seit 1778 mit Modeste Ernestine, einer geborenen von Blanckenburg, verheiratet. Nach ihrem Tod heiratete er 1786 in zweiter Ehe Caroline Louise, eine geborene von Falkenhayn. Er starb 1823 und hinterließ keine Kinder. 